# Startkwalificatie
Een startkwalificatie is in de ogen van de Nederlandse overheid het minimale onderwijsniveau dat nodig is om serieus kans te maken op duurzaam geschoold werk in Nederland. Jongeren tot 23 jaar die geen onderwijs meer volgen en geen opleiding hebben afgerond die geldt als startkwalificatie, worden als voortijdig schoolverlater gekenmerkt. Het ministerie van Onderwijs, Cultuur en Wetenschap heeft als doelstelling de schoolverlaters zonder startkwalificatie terug te krijgen in de schoolbanken om (jeugd)werkloosheid tegen te gaan.

## Niveau startkwalificatie
Een havo- of vwo-diploma valt onder de norm van startkwalificatie. Een vmbo-diploma geeft wel toegang tot de vervolgopleiding mbo, maar wordt door de overheid niet gezien als startkwalificatie. Een mbo-diploma is wel een startkwalificatie met uitzondering van niveau 1 (assistent-beroepsbeoefenaar).

## Relatie startkwalificatie en leerplicht
Per 1 augustus 2007 geldt er een leerplicht voor kinderen van 5 tot 16 jaar, zij moeten naar school. Zo kunnen zij zich voorbereiden op de maatschappij en de arbeidsmarkt. Jongeren die na hun 16e nog geen startkwalificatie hebben, moeten tot hun 18e onderwijs volgen. Deze kwalificatieplicht moet ertoe leiden dat er meer adolescenten een startkwalificatie halen.

## Niveauverschillen binnen de startkwalificatie
Men mag er niet zonder meer van uitgaan dat de drie kwalificerende opleidingen hetzelfde niveau hebben, mbo-2 heeft dus niet hetzelfde eindniveau als havo of vwo immers mbo-2 geeft geen toegang tot het hbo.
De vier kwalificerende opleidingen in relatie tot leerplichtgrens:
- vmbo-advies: 12 + 4 jaar vmbo + 2 jaar mbo = 18 jaar (leerplicht voldaan, geen toegang hbo)
- vmbo-advies: 12 + 4 jaar vmbo + 4 jaar mbo (niveau 4) = 20 jaar (leerplicht voldaan, geeft toegang hbo)
- havoadvies: 12 + 5 jaar havo = 17 jaar (leerplicht voldaan, geeft toegang hbo)
- vwo-advies: 12 + 6 jaar vwo = 18 jaar (leerplicht voldaan, geeft toegang hbo en universiteit)

Niet iedereen ziet de onderlinge verschillen. Jan van Zijl, de voorzitter van de MBO Raad zegt op de website van de MBO Raad: “De roc’s streven er nu naar iedere leerling een startkwalificatie (mbo-2 niveau) te laten halen.”